# Nicole Francis
Nicole Francis, née Nicole Suzanne Plailly à Mainneville le 6 septembre 1929 et morte à Calmont (Haute-Garonne) le 28 décembre 2020, est une actrice française.

## Filmographie
- 1949 : La Cage aux filles de Maurice Cloche
- 1950 : La Porteuse de pain de Maurice Cloche : Lucie Fortier
- 1951 : Les Joyeux Pèlerins d'Alfred Pasquali : Nicole
- 1951 : Bibi Fricotin de Marcel Blistène : Catherine
- 1951 : La Plus Belle Fille du monde de Christian Stengel : Colette Dumont
- 1953 : Plume au vent de Louis Cuny : Anne-Marie Peluche